# Novatec (Новатек)
ТМ «Новатек» (англ. Nova Tec) — украинская торговая марка, специализирующаяся на производстве водонагревателей, бестраншейных технологий и паркетошлифовальных машинок. Бренд принадлежит ООО «Гидропром» и базируется в городе Одесса. Основана в 2001 году как стартап по производству бытовых водонагревателей.

## История
2001. Компания начала как небольшой стартап в Одессе на базе бывшего завода строительно-отделочных машин. Первым направлением стало производство водонагревателей Nova Tec.
2004. Начало экспортных поставок в СНГ и Восточную Европу.
2008. Мировой экономический кризис привёл к снижению спроса и временной приостановке некоторых линий. Компания переориентировалась на оптимизацию логистики и энергоэффективность продукции.
2010. Производственные мощности модернизированы. Начат экспорт в страны ЕС.
2019. Запущена новая торговая марка WHP, под которой производится строительная техника: шлифовальные машины, затирочные машины, оборудование для полов.
2023. Nova Tec расширила экспорт на рынок США и Западной Европы.

## Торговые марки
- Nova Tec — основная линейка электрических и газовых водонагревателей.
- WHP — техника для механической обработки полов и строительных работ, зарегистрирована как бренд в 2019 году.

## Производство
Производственные линии расположены в Одессе. Компания применяет современное оборудование, автоматизированные процессы и европейские технологии сборки.

## География продаж
Продукция компании экспортируется в более чем 30 стран, включая Польшу, Болгарию, Германию, Литву, Румынию, Испанию, США и др.

## Социальная ответственность
Компания реализует инициативы по утилизации отходов, участвует в городских благотворительных проектах.